# Kampen om sjukfrånvaron
Kampen om sjukfrånvaron är en facklitterär debattbok av den svenske statsvetaren Björn Johnson. Boken utkom i februari 2010 på Arkiv förlag.

## Innehåll
Boken analyserar debatten om den höga svenska sjukfrånvaron och konsekvenserna av denna debatt. Efter att kostnaderna för den svenska sjukförsäkringen skjutit i höjden i slutet av 1990-talet och början av 2000-talet vann bilden av de sjukskrivna som fuskare och inbillningssjuka mark. Björn Johnson visar hur debatten definierade om sjukfrånvaron från ett arbetsmiljöproblem till att handla om överutnyttjande och fusk. 
Debatten om sjukskrivningarna ledde till en rad politiska förändringar och åtstramningar i sjukförsäkringssystemet. Johnson menar att många av dessa förändringar varit onödiga. Det var det allt mer polariserade debattklimatet som ledde politikerna att fatta beslut på bristfälliga, och i vissa fall direkt felaktiga, grunder.
Kampen om sjukfrånvaron fick mycket uppmärksamhet och recenserades i såväl dagspress och fackpress som akademiska sammanhang.